# 御嶽神社 (久喜市本町)
御嶽神社（おんたけじんじゃ）は、埼玉県久喜市本町1丁目1200に所在する神社である。

## 概要
久喜地区での御嶽神社は、この御嶽神社が1887年（明治20年）に南埼玉郡久喜本町（明治合併後、南埼玉郡久喜町大字久喜本字荒鎌）に祀られたのが始まりであり、その後、大字久喜新字新町の御嶽神社（今日の南1丁目の御嶽神社）が1894年（明治27年）より祀られるようになった。この御嶽神社の南隣にはかつて千勝神社が鎮座していたが、六万部久喜停車場線の新道建設の折にその大部分が道路用地となってしまったため、1999年（平成11年）5月に約300m北西の本町六丁目6-3-5（旧地名：大字久喜本字道合693-5）に遷座された。
境内施設として本殿、鳥居、「御嶽教 寿幹教会 御嶽神社」と彫られた標柱、樫の木（御神木）、灯籠、狛犬（1988年（昭和63年）11月奉納）、「御嶽教寿幹教会社殿再建記念碑」と彫られた石碑、「道展霊神」と彫られた石碑、「森吉霊神」と彫られた石碑、「吉瑞霊神」と彫られた石碑、「賢心霊神」と彫られた石碑、「祐心霊神」と彫られた石碑などである。

## 市内の御嶽神社
- 御嶽神社 (久喜市南) - 南1丁目に所在。

上記の他、他の名称の神社に合祀や境内社の形で御嶽神社が祀られている場合もある。（吉羽字前の吉羽天満宮など。）